# Карабі-Яйла (ландшафтний заказник)
Карабі́-Яйла́ — ландшафтний заказник місцевого значення, розташований неподалік від села Генеральське Алуштинської міськради, АР Крим. Створений відповідно до Постанови ВР АРК № 126-6/10 від 22 грудня 2010 року.

## Загальні відомості
Землекористувачем є ДП «Білогірське лісове господарство», Новокленівське лісництво квартали 69-73, 76-78, 80-83, 92-99, 102-105, 109-114, площа 2829 га. Розташований на північ від села Генеральське Алуштинської міськради.
Заказник розташований на плато Карабі-Яйла і складається з двох ділянок, які займають північно-західну і північно-східну частини масиву. Південна межа заказника проходить межею Державного природного заказника Гірський карст Криму.
Заказник створений із метою охорони і збереження унікальних ландшафтних комплексів яйли з численними карстовими порожнинами, вивчення природних процесів і явищ, які мають особливу наукову, естетичну та природоохоронну цінність.